# شیشه-سرامیک
شیشه-سرامیک‌ها مواد پلی کریستالی هستند که از‌طریق تبلور کنترل شده بر شیشه‌ی پایه ساخته می‌شوند. مفهوم تبلور کنترل شده‌ی شیشه شامل جدایش فاز بلورین از فاز شیشه پایه به‌صورت بلورهای ریز می‌باشد به‌طوری که نوع و مورفولوژی فاز بلورین، سرعت رشد و همچنین اندازه‌ نهایی آن‌ها توسط عملیات حرارتی مناسب قابل کنترل باشد. شیشه_سرامیک‌ها دارای برخی از خواص هر دو گروه شیشه و سرامیک می‌باشند. این دسته از مواد دارای یک فاز آمورف و یک یا چند فاز کریستالی هستند و به‌روش تبلور کنترل شده که در مقابل تبلور خودبه ‌خود قرار دارد ساخته می‌شود. شیشه-سرامیک‌ها دارای ویژگی‌های ساختاری شیشه و برخی از خواص ویژه‌ی سرامیک‌ها هستند. این مواد معمولا بین ۳۰٪ تا ۹۰٪ بلورینگی دارند و دارای مجموعه‌ای از خواص مانند تخلخل کم، استحکام بالا، چقرمگی، نیمه‌شفافی و یا کدورت، رنگ،  انبساط حرارتی کم یا حتی منفی، ثبات دمای بالا، شب‌تابی، قابلیت ماشین‌کاری ، فرومغناطیس، قابلیت جذب پذیری یا دوام شیمیایی بالا، زیست سازگاری ، فعالیت زیستی، رسانایی یونی، ابررسانایی، قابلیت عایق بودن، مقدار و افت ثابت گذردهی کم، مقاومت بالا و ولتاژ شکست زیاد می‌باشند. این ویژگی‌ها را می توان با کنترل ترکیب شیشه پایه و با عملیات حرارتی/ تبلور کنترل شده‌ی شیشه تنظیم کرد. در ساخت و تولید ، شیشه_سرامیک‌ها به دلیل داشتن استحکام سرامیک اما خاصیت آب بندی هرمتیک شیشه ارزشمند محسوب می شوند.
شیشه-سرامیک‌ها معمولا در دو مرحله تولید می‌شوند: ابتدا، شیشه در اثر فرایند ساخت شیشه تشکیل می شود. شیشه خنک شده و دمای آن پایین آمده و در مرحله دوم دوباره گرم می شود. در این عملیات حرارتی شیشه تا حدی بلوری می‌شود. معمولا مواد جوانه‌زا به ترکیب پایه‌ی شیشه_سرامیک‌ها افزوده می شوند.این مواد فرایند بلوری شدن را کنترل می‌کنند. به علت عدم پرس‌کاری و تف‌جوشی در این فرایند، شیشه_سرامیک‌ها برخلاف سرامیک‌های پخته شده بدون تخلخل می‌باشند.
تنوع گسترده ای از سیستم های شیشه-سرامیک وجود دارد ؛ برای مثال : سیستم Li 2 O × Al 2 O 3 × n SiO 2 (سیستم LAS) ، سیستم MgO × Al 2 O 3 × n SiO 2 (سیستم MAS) ،سیستم 2 ZnO × Al 2 O 3 × n SiO  (سیستم ZAS).

## جوانه زنی و رشد کریستال
اساس ساخت یک ماده‌ی شیشه _سرامیک،کنترل میزان جوانه زنی و رشد کریستال‌ها در شیشه‌ی پایه است. میزان بلورینگی بستگی به تعداد جوانه‌های موجود و زمان و دمایی دارد که ماده در آن‌ها گرم می شود.   آشنایی با انواع جوانه زنی‌هایی که ممکن است در ماده رخ دهد( همگن یا ناهمگن)، در این فرایند اهمیت زیادی دارد.
جوانه‌زنی همگن فرایندی حاصل از عدم ثبات ترمودینامیکی ذاتی یک ماده‌ی شیشه‌ای می‌باشد. هنگامی که انرژی حرارتی به اندازه کافی به سیستم اعمال می شود،فاز شبه پایدار شیشه بخشی از انرژی خود را از دست می‌دهد . اصطلاح "همگن" در اینجا به این دلیل استفاده می شود که تشکیل جوانه بدون هیچ گونه فاز ثانویه یا سطوح دیگری بر روی شیشه‌ی پایه صورت می‌گیرد.
جوانه زنی ناهمگن زمانی رخ می‌دهد که یک فاز ثانویه تحت عنوان "جوانه زا" وارد سیستم شود. وجود فاز یا سطح دوم می تواند به عنوان یک کاتالیزور برای جوانه زنی عمل کند و بسیار مؤثر واقع شود.

## کاربرد شیشه-سرامیک‌ها درپزشکی
از شیشه_سرامیک‌ها به دلیل برهم‌کنش منحصر به‌فرد با بافت بدن انسان، در پزشکی استفاده ‌می شود. بیوسرامیک ها معمولا بر اساس سازگاری زیستی در گروه های زیر قرار می گیرند: سرامیک‌های زیست انفعالی، زیست فعال یا قابل جذب.
سرامیک‌های زیست انفعالی همان‌طور که از نامشان مشخص است، برهم‌کنش محدودی با بافت بیولوژیکی بدن دارند.  این گروه، اولین دسته از موادی بودند که به عنوان جایگزین برای بافت‌های آسیب دیده یا از دست رفته استفاده می‌شدند. یکی از مشکلات استفاده از این مواد، واکنش بدن در برابر جسم خارجی می باشد به گونه‌ای که بافت‌‌های بدن در اطراف ایمپلنت رشد می‌کنند تا این شیء خارجی را از بقیه بدن جدا کنند.  این امر گاهی مشکلات مختلفی از جمله بافت مردگی یا تجزیه‌ی ایمپلنت را ایجاد می‌کند  دو ماده زیست انفعال‌(bioinert) که معمولاً مورد استفاده قرار می گیرند آلومینا (Al2O3) و زیرکونیا (ZrO2) هستند.
مواد زیست فعال توانایی ایجاد پیوند با بافت ‌های طبیعی بدن را دارند.  در ایمپلنت استخوان، دو خاصیت هدایت استخوانی(osteoconduction) و القای استخوانی(osteoinduction) نقش برجسته‌ای در موفقیت و دوام ایمپلنت ایفا می‌کنند. عبارت هدایت استخوانی به معنای این است که استخوان روی یک سطح رشد نماید. در واقع این به قابلیت ماده‌ی ایمپلنت بستگی دارد که اجازه دهد استخوان روی سطوح تخلخل های آن رشد نماید. القای استخوانی (osteoinduction) اصطلاحی است که وقتی ماده سلول‌های موجود را جهت تکثیر تحریک کرده  و باعث تشکیل استخوان جدید مستقل از کاشت می‌شود.    سرامیک های بیوسرامیک‌های فعال یا سرامیک‌های زیست فعال شامل چندین گروه از سرامیک‌ها مانند سرامیک‌های کلسیم فسفاتی، شیشه‌های بیو فعال و شیشه‌-سرامیک‌ها می باشند.

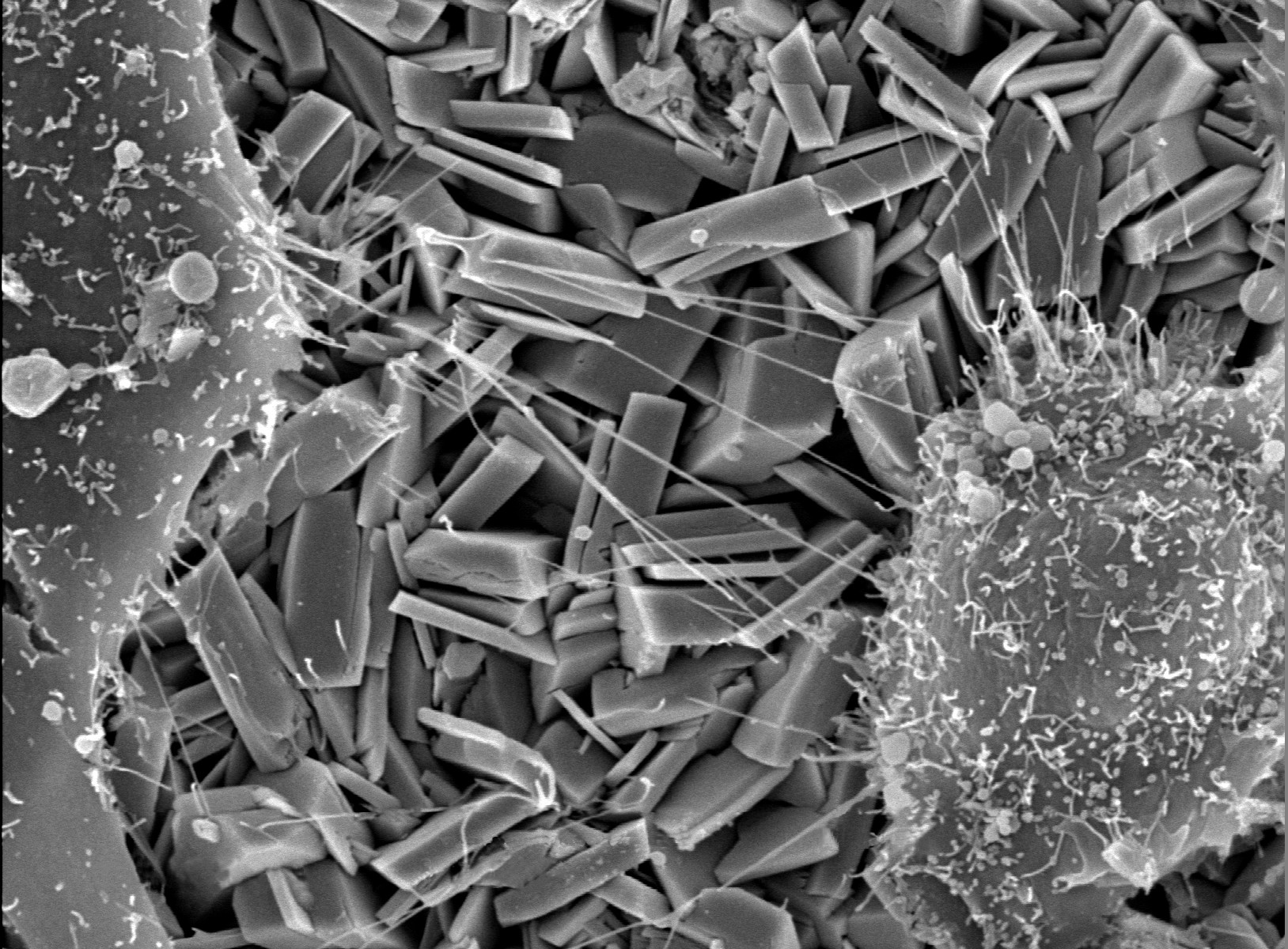
تصویر SEM از دو استخوان ساز(osteoblast) که روی کریستال‌های مونتیت خزیده شده اند.

سرامیک های قابل جذب از نظر فعل و انفعال با بدن مشابه سرامیک های زیست فعال هستند ، اما تفاوت اصلی در میزان وقوع انحلال است.  یکی از انواع سرامیک‌های قابل جذب که جزو بیوسرامیک‌های موفق می باشد، تری کلسیم فسفات (TCP) است ، اما نباید از آن در نواحی پرتنش استفاده شود زیرا استحکام مکانیکی خیلی بالایی ندارد.

## سیستم LAS
مهمترین سیستم در شیشه-سرامیک‌ها ، سیستم( LAS ) است که به شکل Li2O × Al2O3 × nSiO2 می‌باشد. سیستم LAS عمدتا ترکیبی از عناصر لیتیوم ، سیلیکون ، و آلومینیوم اکسید با تعدادی از عناصر اضافه‌ شونده‌ی دیگر می‌باشد؛ به عنوان مثال، ترکیبات سازنده‌ی فاز شیشه مانند Na 2 O، K 2 O و CaO و ترکیبات بهساز. برای جوانه‌زایی معمولاً از اکسید زیرکونیوم (IV) در ترکیب با اکسید تیتانیوم (IV) استفاده می شود.  سیستم(LAS)  ابتدا  توسط هامل(Hummel) ،  و اسموک (Smoke)مورد مطالعه قرار گرفت.
یکی از خواص جالب توجه این دسته از شیشه-سرامیک‌ها دوام ترمومکانیکی آن‌هاست.شیشه-سرامیک‌های سیستم (LAS)از نظر مکانیکی بسیار مستحکم بوده و همچنین می‌توانند تغییرات دمایی سریع و مکرر بین ۸۰۰ تا ۱۰۰۰ درجه سانتی‌گراد را تحمل کنند.

## مواد اولیه شیشه سرامیک
برای ساخت شیشه-سرامیک‌ها از همان مواد اولیه ساخت شیشه استفاده می شود با این تفاوت که خلوص این مواد بستگی به نوع محصول دارد.برای محصولات معمولی مثل مصالح ساختمانی می‌توان از مواد با خلوص نه چندان بالا استفاده کرد اما قطعات حساس با کاربردهای اپتیکی و الکترونیکی نیاز به خلوص بسیار بالا دارند.علاوه بر مواد اولیه معمول در صنعت شیشه از مواد اولیه طبیعی نیز استفاده می‌شود.
برای تهیه‌ی بچ(Batch)یا همان مخلوط مواد اولیه، از اصول تهیه، دانه بندی و مخلوط کردن شیشه استفاده می‌شود.به دلیل آن که ناهمگنی‌هایی که باعث افت خواص می شوند در داخل ماده ی تبلور یافته نمود بیشتری پیدا می‌کنند،لازم است که هنگام آماده‌سازی بچ، به همگن بودن مخلوط توجه کافی را داشت.مخلوط مواد اولیه شیشه-سرامیک‌ها دارای اجزای فرعی نیز می‌باشد که باید با دقت بسیار اضافه شوند.این موضوع باید در خصوص جوانه‌زاها و اجزاء فرعی دیگر که ممکن است باعث اعوجاج و تغییر شکل در حین تبلور شوند نیز کاملا رعایت شود.می‌توان به منظور توزیع یکنواخت این اجزاء فرعی، ابتدا این مواد را با یکی از مواد اولیه بچ مخلوط کرده و سپس آن را به مخلوط کلی اضافه کرد.
به منظور انجام عمل تصفیه و حباب زدایی از مخلوط می‌توان از اکسید آرسنیک ، اکسید آنتیموان ، سولفات‌ها و فلوئورید‌ها بسته به نوع شیشه استفاده کرد.

## ذوب شیشه-سرامیک
برای ذوب مواد اولیه در شیشه-سرامیک‌ها می‌توان از انواع کوره‌های عادی مثل کوره‌های پاتیلی، کوره‌های (Day Tank)و کوره‌های پیوسته(continuous tank furnaces) استفاده کرد. سرعت ذوب مواد اولیه به عواملی مانند ترکیب مواد، نوع کوره و سیستم حرارت دهی آن دارد. برای مثال اگر مقدار اکسید آلومینیوم و اکسید سیلیسیم چیزی بین ۶۵٪ تا ۷۵٪ باشد، دمای ذوب حدود ۱۴۰۰ تا ۱۵۰۰ درجه سانتیگراد خواهد بود و با افزایش درصد وزنی این دو ترکیب در مواد اولیه، ممکن است دمای ذوب از ۱۶۵۰ درجه سانتی‌گراد هم بالاتر برود.

## شکل‌دهی شیشه-سرامیک
در تولید شیشه-سرامیک‌ها از همان روش‌های معمول شکل‌دهی به شیشه استفاده می شود. برای تبدیل مواد از حالت شیشه‌ای به حالت کریستالی شیشه-سرامیکی،باید آن‌ها را تحت عملیات حرارتی قرار داد یا آن‌ها را به حالت بلوری در آورد.
این تغییر از حالت جامد شیشه‌ای به حالت بلوری که اصطلاحا به آن واشیشه‌ای شدن(devitrification) می‌گویند، ممکن است طی خنک کاری شیشه به‌طور خودبه‌خود انجام شود اما انجام آن در شیشه-سرامیک‌ها خیلی مرسوم است. این فرایند شامل حرارت دادن به شیشه‌ی تشکیل شده در دمایی به اندازه‌ی کافی بالاست که بتواند کریستال ها را درون شیشه برای جوانه زنی تحریک کند؛ سپس دما را بالاتر می‌برند تا جوانه‌ها شروع به رشد کرده و شیشه‌ی باقی مانده را کریستالی می‌کند.
این عملیات حرارتی باید به دقت کنترل شود تا از تشکیل حداکثری جوانه‌ها و رشد این جوانه‌ها برای ایجاد یک ساختار کریستالی یکنواخت اطمینان حاصل شود.در این فرایند ممکن است از ترکیبات جوانه‌زا نیز استفاده شود.

## کاربردهای شیشه-سرامیک
- آنتن‌پوش یا رِیدوم(radome)
- ظروف آشپزی و اجاق‌های پخت و پز
- آینه‌های تلسکوپی
- برخی از عایق‌ها

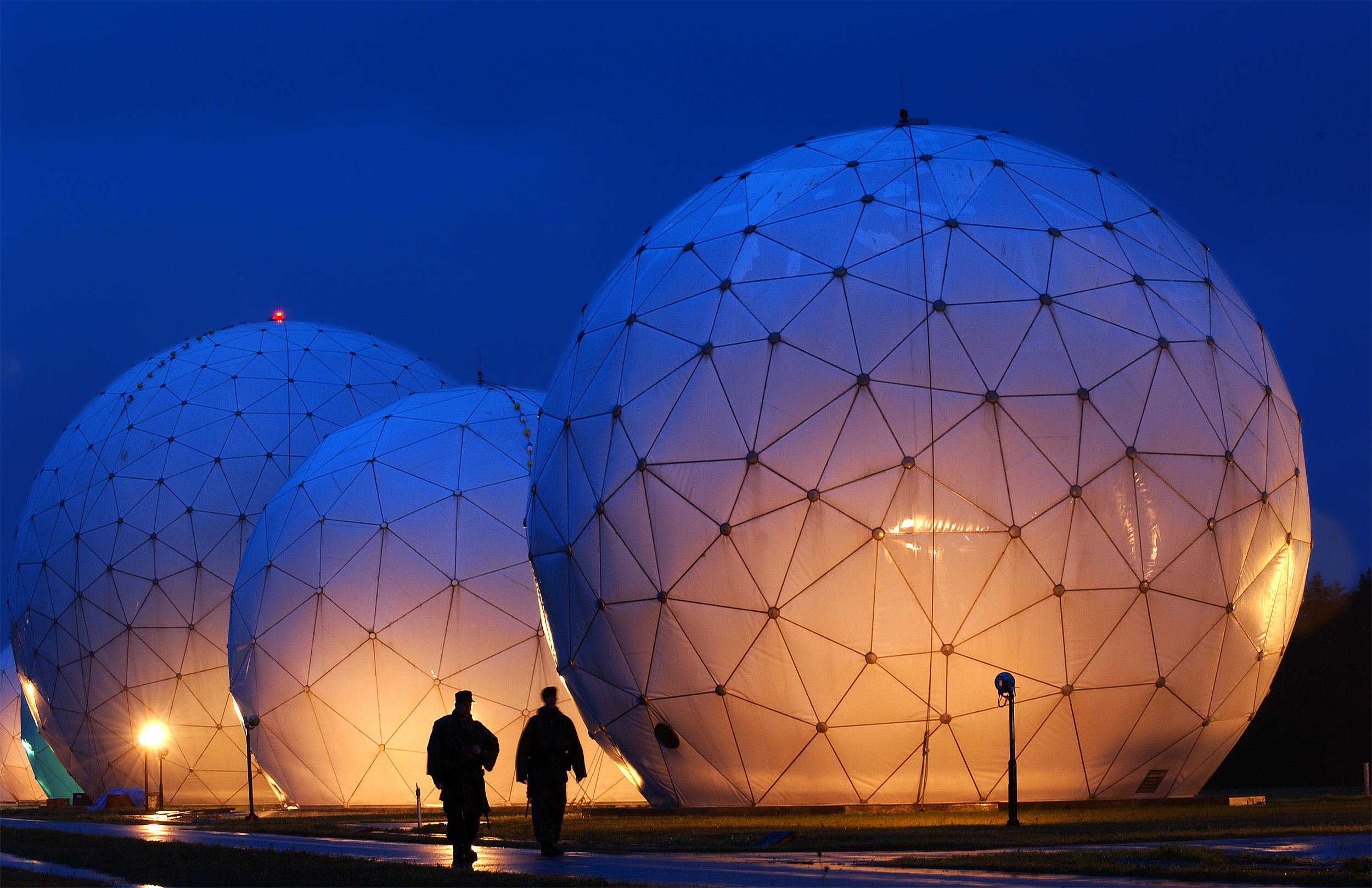
رادوم های ژئودزیک در مرکز عملیات امنیتی میساوا، میساوا ، ژاپن

- برخی از قطعات مهندسی ( ساخته شده از Macor که نوعی شیشه-سرامیک با قابلیت ماشین‌کاری می باشد)

## کاربرد در آشپزخانه(اجاق گاز)
شیشه سرامیک‌ سیستم LAS ی ماده‌ی مستحکم و به لحاظ مکانیکی قوی است و می تواند تغییرات دمایی مکرر و سریع را تحمل کند. با این حال ، کاملاً نشکن نیست. به این علت که از شیشه و سرامیک ساخته شده است و همچنان تردی آن‌ها را دارد. مواردی نیز مشاهده شده است که صفحه‌ی اجاق به علت برخورد یک جسم سخت یا سنگین آسیب دیده است.

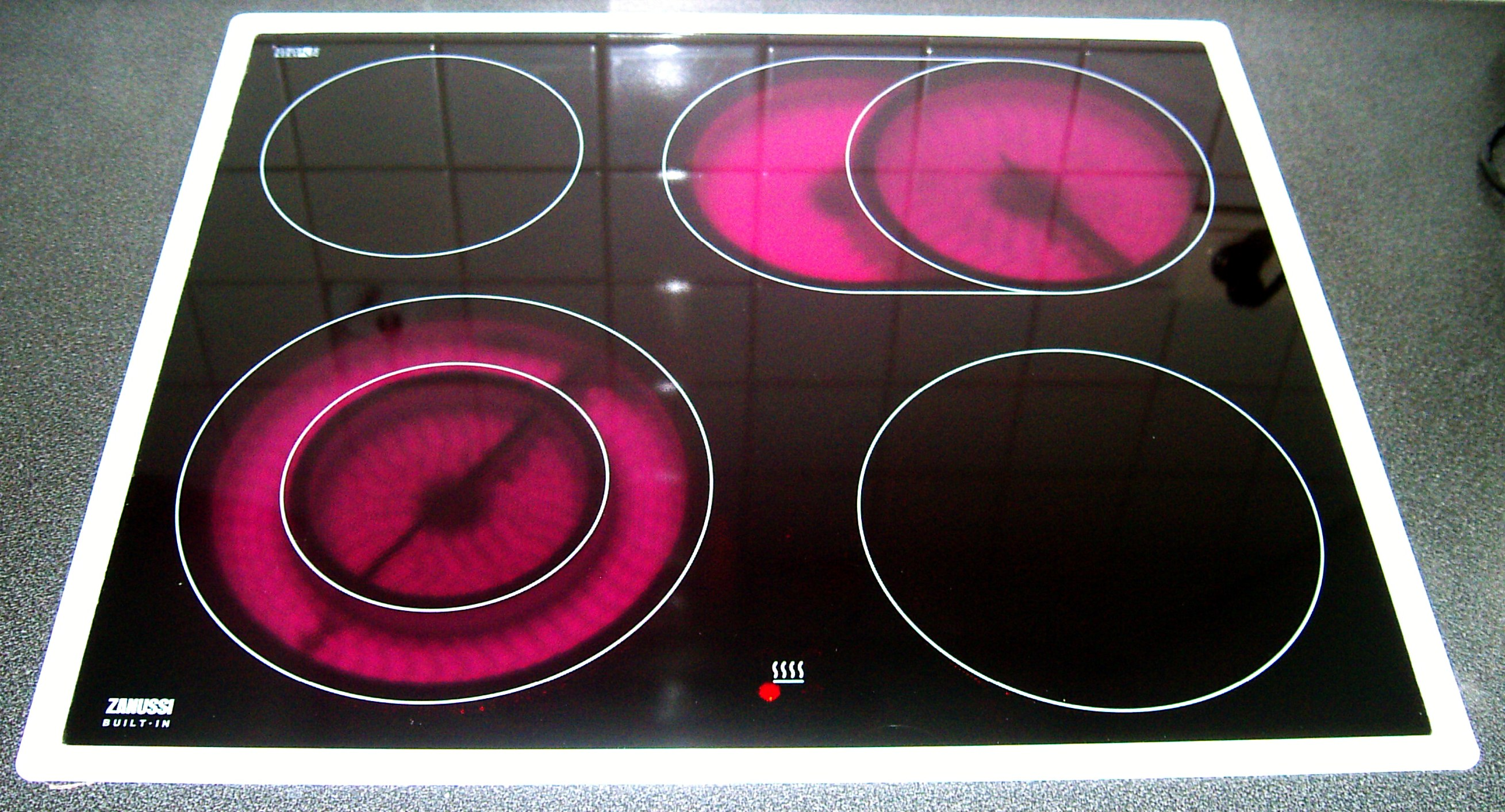
اجاق گاز با رویه شیشه-سرامیکی.

این ماده ضریب هدایت حرارتی بسیار کمی دارد ، به این معنی که در خارج از منطقه پخت و پز خنک می ماند.شیشه-سرامیک‌ها می‌توانند شفاف یا مات باشند و توسط مواد رنگ‌امیزی متفاوتی رنگ شوند.
در مقایسه با اجاق های معمولی آشپزخانه ، به دلیل سطح صاف ، تمیز کردن اجاق‌های شیشه-سرامیکی نسبتاً ساده است. با این وجود ، صفحات این اجاق‌ها به راحتی خراشیده می شوند ، بنابراین باید مراقب باشید که ظروف آشپزی روی سطح اجاق نلغزد. اگر غذایی با محتوای قند زیاد (مانند مربا) ریخته شود ، هرگز نباید اجازه داده شود که روی سطح آن خشک شود ، وگرنه به سطح اجاق آسیب وارد می شود.
برای دستیابی به بهترین نتیجه و حداکثر انتقال گرما ، کلیه ظروف آشپزخانه باید دارای ته صاف باشند و به اندازه‌ی همان محل شعله‌ی اجاق باشند.